# Wahlkreis Wartburgkreis III
Der Wahlkreis Wartburgkreis III  (Wahlkreis 7) ist ein Landtagswahlkreis in Thüringen.
Der Wahlkreis umfasst den nördlichen und östlichen Wartburgkreis mit den Gemeinden Amt Creuzburg, Bad Liebenstein, Barchfeld-Immelborn, Berka v. d. Hainich, Bischofroda, Hörselberg-Hainich, Krauthausen, Lauterbach, Nazza, Ruhla, Seebach, Treffurt und Wutha-Farnroda sowie bis einschließlich der Landtagswahl 2024 den Ortsteil Hallungen der Gemeinde Südeichsfeld im Unstrut-Hainich-Kreis.

## Landtagswahl 2024
Bei der Landtagswahl am 1. September 2024 wurde Marcus Malsch im Wahlkreis direkt gewählt. Der Wahlkreisvorschlag der AfD wurde nicht zugelassen, weil der Vorstand des Thüringer Landesverbandes der AfD den Wahlkreisvorschlag nicht unterzeichnet hatte. Malsch legte sein Mandat im Januar 2025 nieder, da er zum Staatssekretär ernannt worden war. 
Die weiteren Ergebnisse:
| Gegenstand der Nachweisung | Gegenstand der Nachweisung | Erst- stimmen | Erst- stimmen | Zweit- stimmen | Zweit- stimmen |
| Bewerber                   | Partei                     | Anzahl        | %             | Anzahl         | %              |
| -------------------------- | -------------------------- | ------------- | ------------- | -------------- | -------------- |
| Wahlberechtigte            | Wahlberechtigte            | 37.933        | 37.933        | 37.933         | 37.933         |
| Wähler                     | Wähler                     | 28.162        | 28.162        | 28.162         |                |
| Ungültige Stimmen          | Ungültige Stimmen          | 4.297         |               | 369            |                |
| Gültige Stimmen            | Gültige Stimmen            | 23.865        |               | 27.793         |                |
| davon                      |                            |               |               |                |                |
| Torsten Weil               | DIE LINKE                  | 3.675         | 15,4          | 3.255          | 11,7           |
|                            | AfD                        |               |               | 9.806          | 35,3           |
| Marcus Malsch              | CDU                        | 11.057        | 46,3          | 6.846          | 24,6           |
| Katja Böhler               | SPD                        | 2.890         | 12,1          | 1.541          | 5,5            |
|                            | GRÜNE                      |               |               | 453            | 1,6            |
| Matthias Fallenstein       | FDP                        | 1.098         | 4,6           | 295            | 1,1            |
|                            | TIERSCHUTZ hier!           |               |               | 304            | 1,1            |
|                            | ÖDP / Familie ..           | 30            | 0,1           |                |                |
|                            | PIRATEN                    | 60            | 0,2           |                |                |
|                            | MLPD                       | 22            | 0,1           |                |                |
|                            | BÜNDNIS DEUTSCHLAND        | 125           | 0,4           |                |                |
|                            | BSW                        | 4.375         | 15,7          |                |                |
|                            | FAMILIE                    | 112           | 0,4           |                |                |
| Andreas Böhme              | FREIE WÄHLER               | 5.145         | 21,6          | 460            | 1,7            |
|                            | WU                         |               |               | 109            | 0,4            |

## Landtagswahl 2019
Die Landtagswahl fand am 27. Oktober 2019 statt.
| Direktkandidat   | Partei                      | Wahlkreisstimmen in % | Landesstimmen in % |
| ---------------- | --------------------------- | --------------------- | ------------------ |
| Marcus Malsch    | CDU                         | 29,0                  | 22,5               |
| Anke Wirsing     | DIE LINKE                   | 24,8                  | 31,3               |
| Lutz Kromke      | SPD                         | 8,8                   | 8,3                |
| Klaus Stöber     | AfD                         | 25,3                  | 23,9               |
| Elias Bohn       | GRÜNE                       | 4,9                   | 3,8                |
| –                | NPD                         | –                     | 1,3                |
| Sebastian Bethge | FDP                         | 3,9                   | 4,4                |
| –                | PIRATEN                     | –                     | 0,3                |
| –                | Die PARTEI                  | –                     | 0,9                |
| –                | KPD                         | –                     | 0,1                |
| –                | TIERSCHUTZ hier!            | –                     | 1,1                |
| –                | BGE                         | –                     | 0,2                |
| –                | DIE DIREKTE!                | –                     | 0,2                |
| –                | Blaue #Team Petry Thüringen | –                     | 0,1                |
| –                | Graue Panther               | –                     | 0,5                |
| Joachim Gärtner  | MLPD                        | 0,4                   | 0,3                |
| –                | ÖDP                         | –                     | 0,4                |
| –                | Gesundheitsforschung        | –                     | 0,5                |
| Andreas Böhme    | FREIE WÄHLER                | 2,9                   | –                  |

## Landtagswahl 2014
Bei der Landtagswahl in Thüringen 2014 traten folgende Kandidaten an:
| Name             | Partei                 | Anteil der Erststimmen |
| ---------------- | ---------------------- | ---------------------- |
| Marcus Malsch    | CDU                    | 37,0 %                 |
| Hans-Jörg Lessig | Die Linke              | 29,2 %                 |
| Matthias Kehr    | SPD                    | 16,6 %                 |
| Fred Leise       | FDP                    | 2,5 %                  |
| Danilo Saft      | Bündnis 90/Die Grünen  | 4,3 %                  |
| Andreas Böhme    | Freie Wähler Thüringen | 5,1 %                  |
| Hendrik Heller   | NPD                    | 5,4 %                  |

## Landtagswahl 2009
Bei der Landtagswahl in Thüringen 2009 traten folgende Kandidaten an:
| Name                                                      | Partei                 | Anteil der Erststimmen |
| --------------------------------------------------------- | ---------------------- | ---------------------- |
| Gustav Bergemann                                          | CDU                    | 34,6 %                 |
| Sascha Bilay                                              | Die Linke              | 24,1 %                 |
| Sabine Doht                                               | SPD                    | 18,5 %                 |
| Danilo Saft                                               | Bündnis 90/Die Grünen  | 5,3 %                  |
| Fred Leise                                                | FDP                    | 5,1 %                  |
| Andreas Böhme                                             | Freie Wähler Thüringen | 7,4 %                  |
| Karsten Höhn                                              | NPD                    | 5,1 %                  |
| Wahlberechtigte: 47.752 Einwohner Wahlbeteiligung: 56,3 % |                        |                        |

## Landtagswahl 2004
Bei der Landtagswahl in Thüringen 2004 traten folgende Kandidaten an:
| Name                                                      | Partei | Anteil der Erststimmen |
| --------------------------------------------------------- | ------ | ---------------------- |
| Gustav Bergemann                                          | CDU    | 43,3 %                 |
| Rosel Neuhäuser                                           | PDS    | 29,3 %                 |
| Sabine Doht                                               | SPD    | 18,7 %                 |
| Stefan Schweßinger                                        | GRÜNE  | 3,9 %                  |
| Rüdiger Schwanz                                           | FDP    | 4,7 %                  |
| Wahlberechtigte: 49.415 Einwohner Wahlbeteiligung: 55,0 % |        |                        |

## Landtagswahl 1999
Bei der Landtagswahl in Thüringen 1999 traten folgende Kandidaten an:
| Name                                                      | Partei | Anteil der Erststimmen |
| --------------------------------------------------------- | ------ | ---------------------- |
| Gustav Bergemann                                          | CDU    | 47,7 %                 |
| Sabine Doht                                               | SPD    | 25,3 %                 |
| Hans-Jörg Lessig                                          | PDS    | 20,5 %                 |
| Michael Spielmann                                         | GRÜNE  | 2,0 %                  |
| Johannes Müller                                           | REP    | 2,1 %                  |
| Jürgen Bohn                                               | FDP    | 2,5 %                  |
| Wahlberechtigte: 49.856 Einwohner Wahlbeteiligung: 60,3 % |        |                        |

## Bisherige Abgeordnete
Direkt gewählte Abgeordnete des Wahlkreises Wartburgkreis III waren:
| Jahr | Name             | Partei | Anteil der Erststimmen |
| ---- | ---------------- | ------ | ---------------------- |
| 2024 | Marcus Malsch    | CDU    | 46,3 %                 |
| 2019 | Marcus Malsch    | CDU    | 29,0 %                 |
| 2014 | Marcus Malsch    | CDU    | 37,0 %                 |
| 2009 | Gustav Bergemann | CDU    | 34,6 %                 |
| 2004 | Gustav Bergemann | CDU    | 43,3 %                 |
| 1999 | Gustav Bergemann | CDU    | 47,7 %                 |
| 1994 | Werner Grünert   | CDU    | 40,3 %                 |